# Володимир-Волинська ікона Пресвятої Богородиці
Ікона Богородиці Володимир-Волинська — головна православна святиня Волині.

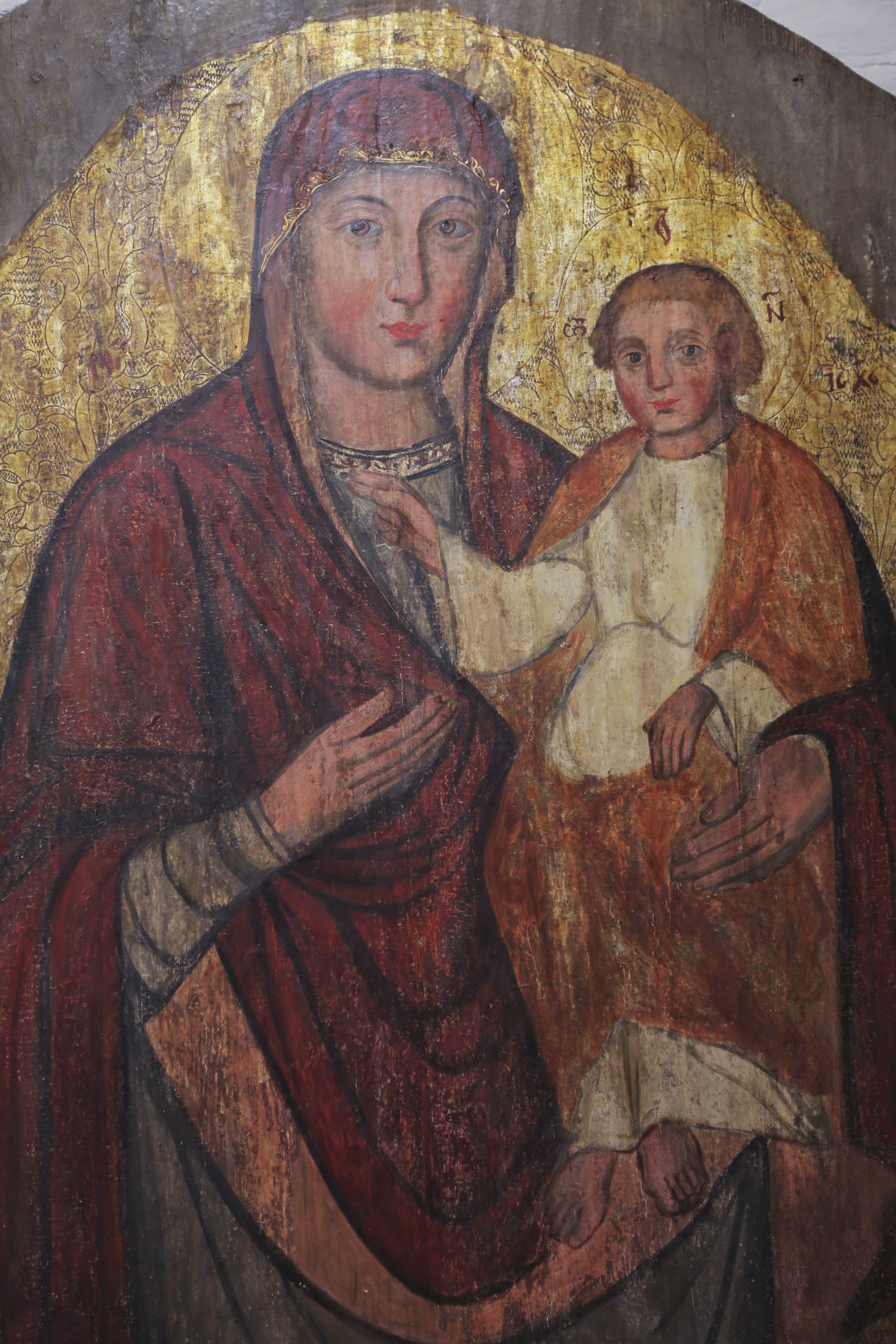
Ікона Богородиці Володимир-Волинської. ХІХ ст. З колекції Музею української домашньої ікони "Замку Радомисль"

Ікона належить до типу «Одигітрія» влахернського ізводу. Тип обличчя Богородиці однак близький до ікон римського ізводу (голова дещо витягнута, очі мигдалеподібні).
Один з найдавніших списків цього образу зберігається в Музеї Волинської ікони в Луцьку.
Історія походження ікони до кінця не з’ясована. Згідно з однією гіпотезою, вона була написана в 1289 році для кафедрального собору Луцька на замовлення князя Мстислава Даниловича (роки життя невідомі) — молодшого брата руського короля Льва (1228–1301), сина короля Данила (Галицького). 
Інша версія відносить час написання ікони до XIV ст. — саме в той час, коли Волинь опинилася на перетині інтересів Литви-Русі і Польського королівства, на руський і зокрема волинський іконопис поволі починають впливати західні іконописні зразки, переважно передренесансні італійські.
В іконі однак простежувався балканський вплив. Вона була визнана чудотворною, а в XV столітті опинилася в храмі Покрови Пресвятої Богородиці, збудованому в той же час.
До ікони часто зверталися по захист в час воєн, нашесть неприятеля.
День ушанування ікони — 13 лютого.
Можливо, місцевою версією Богородиці Володимир-Волинської є шанована в Галичині ікона Богородиці Теребовлянської, яка відрізняється лише дрібними деталями.